# Ceutorhynchus millefolii
Ceutorhynchus millefolii är en skalbaggsart som beskrevs av Schultze 1897. Ceutorhynchus millefolii ingår i släktet Ceutorhynchus, och familjen vivlar. Arten är reproducerande i Sverige.